# Marathon van Amsterdam 1987
De marathon van Amsterdam 1987 werd gelopen op zondag 10 mei 1987. Het was de dertiende editie van deze marathon. In totaal finishten er 1420 lopers.
De Tanzaniaan John Burra kwam als eerste over de streep in 2:12.40. Hij had ruim anderhalve minuut voorsprong op de Belg Willy Vanhuylenbroeck, die voor de derde maal in successie bij de top twee finishte. De Roemeense Adriana Andreescu won bij de vrouwen in 2:36.21.

## Uitslagen

### Mannen
| rang   | naam                  | land | tijd    |
| ------ | --------------------- | ---- | ------- |
| Goud   | John Burra            | TAN  | 2:12.40 |
| Zilver | Willy Vanhuylenbroeck | BEL  | 2:14.13 |
| Brons  | Johan Geirnaert       | BEL  | 2:14.22 |
| 4      | Georghe Sandu         | ROM  | 2:18.02 |
| 5      | Eamon Tierney         | IRL  | 2:19.28 |
| 6      | Ryszard Miciewicz     | POL  | 2:19.41 |
| 7      | Timio Sueyoshi        | JPN  | 2:20.24 |
| 8      | Matty de Vught        | NED  | 2:21.45 |
| 9      | René Stam             | NED  | 2:22.49 |
| 10     | Satoru Shimizu        | JPN  | 2:22.54 |
| 11     | Gerard Huynen         | NED  | 2:23.13 |
| 12     | Laszlo Bok            | HON  | 2:23.32 |
| 13     | Cor Vriend            | NED  | 2:23.47 |
| 14     | Jeffrey Norman        | GBR  | 2:24.49 |
| 15     | Alexandru Chiran      | ROM  | 2:25.23 |

### Vrouwen
| rang   | naam              | land | tijd    |
| ------ | ----------------- | ---- | ------- |
| Goud   | Adriana Andreescu | ROM  | 2:36.21 |
| Zilver | Eva Petrik        | HUN  | 2:43.48 |
| Brons  | Eefje van Wissen  | NED  | 2:45.58 |
| 4      | Joke van Gerven   | NED  | 2:46.37 |
| 5      | Laura Konontz     | CAN  | 2:47.00 |
| 6      | Jolanda Homminga  | NED  | 2:47.31 |

1975 ·
1976 ·
1977 ·
1978 ·
1979 ·
1980 ·
1981 ·
1982 ·
1983 ·
1984 ·
1985 ·
1986 ·
1987 ·
1988 ·
1989 ·
1990 ·
1991 ·
1992 ·
1993 ·
1994 ·
1995 ·
1996 ·
1997 ·
1998 ·
1999 ·
2000 ·
2001 ·
2002 ·
2003 ·
2004 ·
2005 ·
2006 ·
2007 ·
2008 ·
2009 ·
2010 ·
2011 ·
2012 ·
2013 ·
2014 ·
2015 ·
2016 ·
2017 ·
2018 ·
2019 ·
2020 ·
2021 ·
2022 ·
2023 ·
2024 ·
2025